# Einstellige Verknüpfung
Eine einstellige Verknüpfung (auch unäre oder monadische Verknüpfung) ist in der Mathematik eine Verknüpfung mit nur einem Operanden. Ein einfaches Beispiel einer einstelligen Verknüpfung ist das unäre Minus zur Bildung der Gegenzahl einer Zahl. Einstellige Verknüpfungen werden üblicherweise als Funktionen auf einer gegebenen Menge angesehen. Sie werden unter anderem in der Algebra, der Logik und der Informatik eingesetzt.

## Definition
Eine einstellige Verknüpfung {\displaystyle \alpha } auf einer Menge {\displaystyle A} ist eine Selbstabbildung
{\displaystyle \alpha \colon A\to A,\quad a\mapsto \alpha (a)}.
Das Paar {\displaystyle (A,\alpha )} heißt dann auch einstellige Algebra oder Kette. Die einstellige Verknüpfung {\displaystyle \alpha \colon A\rightarrow A} ist die zugehörige Strukturabbildung.

### Notation
Einstellige Verknüpfungen werden verschieden notiert.
- Die Notierung als Funktion. Das ist die in der Mathematik übliche Bezeichnung. Das Funktionszeichen steht vor dem Argument, auf welches die Funktion angewendet wird. Beispielsweise: {\displaystyle {\sqrt {x}},\sin(x),\log(x),\exp(x)}. Ist es klar was das Funktionszeichen und was das Argument ist, so kann man auf die Klammerung verzichten. Dies ist zum Beispiel bei der Wurzelfunktion der Fall.
- Die Präfixnotation. Dies ist eigentlich nichts anderes als die oben beschriebene Funktionsnotation. Das Funktionszeichen steht vor dem Argument. In manchen Programmiersprachen wird dies konsequent durchgeführt. So beispielsweise in Lisp.
- Die Postfixnotation. Das Funktionszeichen steht hinter dem Argument.
- Die Verwendung von Diakritika.

## Beispiele
Beispiele für einstellige Verknüpfungen sind:
- {\displaystyle -x} (Negation, Bildung der Gegenzahl einer Zahl {\displaystyle x}). Dies ist ein Beispiel für die Präfixnotation.
- {\displaystyle n!} (Fakultät einer natürlichen Zahl {\displaystyle n}). Dies ist ein Beispiel für die Postfixnotation.
- {\displaystyle x^{2}} (Quadrieren einer reellen Zahl {\displaystyle x})
- {\displaystyle {\overline {z}}}: Ist {\displaystyle \mathbb {C} } die Menge der komplexen Zahlen, so ist die Funktion {\displaystyle \mathbb {C} \ni a+b\cdot i\mapsto a-b\cdot i\in \mathbb {C} } eine einstellige Verknüpfung von {\displaystyle \mathbb {C} }. Der Funktionswert von {\displaystyle z} wird {\displaystyle {\overline {z}}} bezeichnet (Konjugation einer komplexen Zahl {\displaystyle z}). Dies ist ein Beispiel für die Verwendung diakritischer Zeichen.

## Geschichte
Richard Dedekind untersucht in seiner Schrift von 1887 „Was sind und was sollen die Zahlen“ Mengen {\displaystyle A} zusammen mit einer Selbstabbildung {\displaystyle \alpha \colon A\rightarrow A}. Er untersucht also, wenn man die Sprache dieses Artikels verwendet, Mengen mit einer einstelligen Verknüpfung. Er nennt eine Menge ein System. Eine Teilmenge {\displaystyle K\subset A}, für die {\displaystyle \alpha (K)\subset K} ist, nennt er Kette. {\displaystyle K} ist also abgeschlossen gegenüber der Operation {\displaystyle \alpha }.
Die Menge {\displaystyle A} ist selbst eine Kette.
Vielleicht hatte Dedekind die folgende Vorstellung, als er den Namen Kette wählte. Startet man bei {\displaystyle a\in A} und wendet immer wieder die Selbstabbildung {\displaystyle \alpha } an, so erhält man eine Bahn oder Kette.
{\displaystyle a\rightarrow \alpha (a)\rightarrow \alpha (\alpha (a))\rightarrow \dots }
Um diese Ketten zu untersuchen, entwickelt er einen beträchtlichen Teil der heutigen Mengensprache. So erklärt er, was Durchschnitt und Vereinigung von Mengen ist.
Jede Teilmenge {\displaystyle U\subset A} ist in einer kleinsten Unterkette von {\displaystyle A} enthalten. Dies ist die von {\displaystyle U} erzeugte Unterkette von {\displaystyle A}. Das Prinzip der vollständigen Induktion besagt nun: Es sei {\displaystyle A} zusammen mit der einstelligen Verknüpfung {\displaystyle \alpha } eine von der Teilmenge {\displaystyle U}  erzeugte Kette. Um zu zeigen, dass eine Eigenschaft {\displaystyle {\mathfrak {E}}} jedem Element aus {\displaystyle A} zukommt, muss gezeigt werden:
1. Jedes Element aus {\displaystyle U} hat diese Eigenschaft.
2. Die Menge aller Elemente mit der Eigenschaft {\displaystyle {\mathfrak {E}}} ist gegenüber {\displaystyle \alpha } abgeschlossen.

Bis hierher geht noch keine besondere Eigenschaft der natürlichen Zahlen ein.
Elegant definiert er, was eine unendliche Menge ist. Eine Menge {\displaystyle A} heißt unendlich, wenn es eine injektive, aber nicht surjektive Funktion {\displaystyle \alpha \colon A\rightarrow A} gibt. Aus der Existenz einer unendlichen Menge leitet er dann die Existenz der Menge der natürlichen Zahlen mit den Operationen {\displaystyle +,\cdot } her. Peano hat dies kurze Zeit später aufgegriffen.

## Verwendung
In der Algebra werden einstellige Verknüpfungen häufig bei der Definition algebraischer Strukturen verwendet. So wird eine Gruppe als Tupel {\displaystyle (G,\cdot ,1,{}^{-1})} bestehend aus einer Trägermenge {\displaystyle G}, einer zweistelligen Verknüpfung {\displaystyle \cdot }, einem Einselement {\displaystyle 1} (dabei handelt es sich um eine nullstellige Verknüpfung) und einer einstelligen Verknüpfung {\displaystyle {}^{-1}}, die einem Gruppenelement das zugehörige inverse Element zuordnet, definiert.
In der Logik ist die Negation {\displaystyle \neg a} einer Aussage {\displaystyle a} eine wichtige einstellige Verknüpfung.
In Programmiersprachen werden häufig eine Reihe einstelliger Verknüpfungen als vorgefertigte Funktionen bereitgestellt. Beispiele in der Programmiersprache C sind:
- Vorzeichen: +a, -a
- Inkrement: a++, ++a
- Dekrement: a--, --a
- Bitweises Komplement: ~a
- Logische Negation: !a
- Referenzierung: &a
- Dereferenzierung: *a

## Unterketten
- Eine Teilmenge {\displaystyle U\subset A} der Kette {\displaystyle (A,\alpha )} heißt Unterkette von {\displaystyle A}, wenn sie abgeschlossen gegenüber {\displaystyle \alpha } ist. Das heißt {\displaystyle \alpha (U)\subset U}.
- Der Durchschnitt und die Vereinigung von Unterketten ist eine Unterkette.
- Jede Untermenge {\displaystyle U\subset A} ist in einer kleinsten Unterkette von {\displaystyle A} enthalten, welche {\displaystyle U} enthält. Sie heißt die von {\displaystyle U} erzeugte Unterkette und wird in diesem Artikel mit {\displaystyle [U]} bezeichnet. Für {\displaystyle a\in A} schreibt man für die von diesem Element erzeugte Unterkette auch kurz {\displaystyle [a]} anstelle von {\displaystyle [\{a\}]}.
- Gibt es in der Kette {\displaystyle a\in A}, so dass {\displaystyle A=[a]}, so sagt man: {\displaystyle A} ist von einem Element erzeugt.

## Morphismen
Sind {\displaystyle (A,\alpha ),(B,\beta )} Ketten, mit den Strukturabbildungen {\displaystyle \alpha ,\beta }, so heißt eine Abbildung {\displaystyle f\colon A\rightarrow B} ein Morphismus , wenn {\displaystyle f\circ \alpha =\beta \circ f} gilt.
- Die Identität {\displaystyle A\ni a\mapsto a\in A} ist stets ein Morphismus.
- Sind {\displaystyle (A,\alpha ),(B,\beta ),(C,\gamma )} Ketten, und {\displaystyle f\colon A\rightarrow B,g\colon B\rightarrow C} Morphismen, so ist {\displaystyle g\circ f\colon A\rightarrow C} ein Morphismus.

Man sagt die Klasse der Ketten zusammen mit den Morphismen bilden eine Kategorie. In dem Buch von F. William Lawvere und Stephen H. Schanuel „Conceptual Mathematics“ wird dies die Kategorie der Endomaps genannt. In diesem Artikel soll es als Kategorie der Ketten bezeichnet werden.

In dem Bild haben wir die Kette {\displaystyle A=\{a_{0},a_{1},a_{2},a_{3},a_{4},a_{5}\}} und die Strukturabbildung {\displaystyle \alpha \colon a_{0}\mapsto a_{1}\mapsto a_{2}\mapsto a_{3}\mapsto a_{4}\mapsto a_{5}\mapsto a_{0}}. Außerdem die Kette {\displaystyle B=\{b_{0},b_{1}\}} mit der Strukturabbildung {\displaystyle \beta \colon b_{0}\mapsto b_{1}\mapsto b_{0}}. Geht man in der oberen Zeile mit {\displaystyle \alpha } einen Schritt weiter und setzt dann mit {\displaystyle f} über nach {\displaystyle B}, so erhält man dasselbe, wie wenn man zuerst mit {\displaystyle f} übersetzt und dann mit {\displaystyle \beta } weiter geht. Ab dem Paar {\displaystyle (a_{5},b_{1})} wiederholt sich das Muster. Man sieht es gibt noch genau einen zweiten Morphismus {\displaystyle A\rightarrow B}. Und zwar den Morphismus mit {\displaystyle g(a_{0})=b_{1}}.
- Zwei Ketten heißen {\displaystyle A,B} isomorph, wenn es einen Morphismus {\displaystyle A\rightarrow B} gibt, der als Abbildung bijektiv ist. Die Umkehrabbildung ist dann auch ein Morphismus.

## Rekursionssatz von Dedekind

### Einfach unendliche Menge
Eine Kette {\displaystyle (A,\alpha )} mit injektivem {\displaystyle \alpha } heißt  einfach unendlich , wenn es ein {\displaystyle a\in A} gibt mit {\displaystyle a\notin \alpha (A)} und es ist {\displaystyle [a]=A}. Es ist {\displaystyle A} von {\displaystyle a} erzeugt. Mit diesen Begriffen gilt:
Satz: Folgende Aussagen sind äquivalent:
1. Es gibt eine einfachste unendliche Menge.
2. Es gibt eine Kette {\displaystyle (A,\alpha )} und {\displaystyle a\in A}, so dass die Peano-Axiome erfüllt sind. Diese sind:
  1. {\displaystyle a\notin \alpha (A)}.
  2. {\displaystyle \alpha } ist injektiv.
  3. Jede gegenüber {\displaystyle \alpha } abgeschlossene Teilmenge {\displaystyle X\subset A}, mit {\displaystyle a\in X} ist schon gleich {\displaystyle A}.

Bemerkung:
Dies Formulierung stammt im Wesentlichen von Richard Dedekind. Schaut man unter dem Begriff Peano-Axiome nach, so lauten sie ein klein wenig anders.
- Aber 1. und 2. der dortigen Formulierung heißt {\displaystyle (A,\alpha )} ist eine Kette.
- 3. in der dortigen Formulierung besagt {\displaystyle a\notin \alpha (A)}.
- 4. besagt, dass {\displaystyle \alpha } injektiv ist.
- 5. der dortige Formulierung ist unser Aussage 3.

Wählt man die obige Formulierung so ist zunächst noch völlig unklar ob es nicht wesentlich verschiedene einfach unendliche Mengen gibt. Man wähle etwa als {\displaystyle A} die Ebene und als Strukturabbildung eine Drehung um einen bestimmten Winkel.

### Rekursionssatz
Satz: (Rekursionssatz von Dedekind 1887)
Ist {\displaystyle (A,\alpha )=([a],\alpha )} eine einfach unendliche Menge, so gilt:
Zu jeder Kette {\displaystyle (B,\beta )} und jedem {\displaystyle b\in B} gibt es genau einen Morphismus {\displaystyle f\colon A\rightarrow B} mit {\displaystyle f(a)=b}.
Folgerung: Je zwei einfach unendliche Ketten sind isomorph. Das heißt, es gibt einen Isomorphismus zwischen den Ketten. Sie sind insbesondere als Mengen gleichmächtig.

## Algebraische Struktur der natürlichen Zahlen

### Die Addition
Man wählt eine einfach unendliche Menge und nennt sie N. Die Strukturabbildung soll mit 1+ bezeichnet werden. Das erzeugende Element heiße 0. Dann kann mit dem Rekursionssatz definiert werden: Zu jedem {\displaystyle a\in N} gibt es genau einen Morphismus {\displaystyle \sigma (a,-):N\times N\ni (a,x)\mapsto \sigma (a,x)\in N} mit {\displaystyle \sigma (a,0)=a}. Man betrachte hierzu die Zeichnung.
Im Grunde ist es die Addition zweier Zahlen mit Hilfe von Meterstäben. Man legt zwei Meterstäbe übereinander und verschiebt den oberen um a. Möchte man erfahren was {\displaystyle \sigma (a,b)} ist, liest man unter b – dort wo der grüne Pfeil hinzeigt – auf dem unteren Meterstab ab.
Es gilt nun der folgende Satz:
Satz: Die oben definierte Abbildung hat folgende Eigenschaften.
1. Für alle {\displaystyle a\in N} ist {\displaystyle \sigma (0,a)=a}. Die Abbildung {\displaystyle \sigma (0,-)} ist also die Identität.
2. Für alle {\displaystyle a,b,c\in N} ist {\displaystyle \sigma (\sigma (a,b),c)=\sigma (a,\sigma (b,c))}.
3. Für alle {\displaystyle a,b\in N} ist {\displaystyle \sigma (a,b)=\sigma (b,a)}.
4. Für alle {\displaystyle a,b,c\in N} gilt: Ist {\displaystyle \sigma (a,b)=\sigma (a,c)}, so ist {\displaystyle a=b}.

Das Zeichen {\displaystyle \sigma } soll an Summe erinnern. Und so wird der Satz gleich vertrauter, wenn wir das übliche Zeichen verwenden und es zwischen die Argumente schreiben.
Satz: Die Abbildung {\displaystyle +\colon \mathbb {N} \times \mathbb {N} \rightarrow \mathbb {N} } hat die folgenden Eigenschaften.
1. Für alle {\displaystyle a\in \mathbb {N} } ist {\displaystyle 0+a=a}.
2. Für alle {\displaystyle a,b,c\in \mathbb {N} } ist: {\displaystyle (a+b)+c=a+(b+c)}.
3. Für alle {\displaystyle a,b\in \mathbb {N} } ist: {\displaystyle a+b=b+a}.
4. Für alle {\displaystyle a,b,c\in \mathbb {N} } gilt: Ist {\displaystyle a+b=a+c}, so ist {\displaystyle b=c}.

Die zweite Formulierung hat den Vorteil der Vertrautheit. Sie hat den Nachteil, dass sie die Freiheiten versteckt, die man noch hat. Die erste Formulierung ist auf jede einfach unendliche Menge anzuwenden. Auch auf eine mit einer völlig anderen Strukturabbildung.
Zusammengefasst sagt man: {\displaystyle (\mathbb {N} ,+)} ist ein kommutativer regulärer Monoid.

### Die Multiplikation
Wir schreiben jetzt das gewohnte {\displaystyle +} Zeichen zwischen die Argumente. Also  {\displaystyle a+b} anstelle von {\displaystyle \sigma (a,b)}. Die Abbildung
{\displaystyle a+\colon \mathbb {N} \ni b\mapsto a+b\in \mathbb {N} } macht aus {\displaystyle \mathbb {N} } eine Kette {\displaystyle (\mathbb {N} ,a+)}.

Die Multiplikation mit 2 wird in einem Pfeildiagramm dargestellt

Daher gibt es genau einen Morphismus {\displaystyle m(a,-)\colon (\mathbb {N} ,1+)\rightarrow (\mathbb {N} ,a+)} mit {\displaystyle m(a,0)=0}. Es ist dann {\displaystyle m(a,1)=m(a,1+0)=a+m(a,0)=a}. Und es ist {\displaystyle m(a,2)=m(a,1+1)=a+m(a,1)=a+a}. Wir sehen es ist genau das getroffen, was man unter der Multiplikation von {\displaystyle a} mit einer Zahl {\displaystyle b} naiv gemeint ist. {\displaystyle a} wird {\displaystyle b} zu sich selbst addiert.
Schreiben wir für {\displaystyle m(a,b)=a\cdot b}, so gilt der folgende Satz:
Satz: 
1. {\displaystyle 0\cdot b=0} für alle {\displaystyle b\in \mathbb {N} }.
2. {\displaystyle 1\cdot b=b} für alle {\displaystyle b\in \mathbb {N} }.
3. {\displaystyle a\cdot (b+c)=a\cdot b+a\cdot c} für alle {\displaystyle a,b,c\in \mathbb {N} }.
4. {\displaystyle (a+b)\cdot c=a\cdot c+b\cdot c} für alle {\displaystyle a,b,c\in \mathbb {N} }.
5. {\displaystyle a\cdot b=b\cdot a} für alle {\displaystyle a,b\in \mathbb {N} }.
6. {\displaystyle (a\cdot b)\cdot c=a\cdot (b\cdot c)} für alle {\displaystyle a,b,c\in \mathbb {N} }.
7. Ist {\displaystyle a\cdot b=0}, so ist {\displaystyle a=0} oder {\displaystyle b=0}.

Man fasst die Eigenschaften 1) bis 6) zusammen, wenn man sagt {\displaystyle (\mathbb {N} ,+,\cdot )} ist ein kommutativer Halbring mit neutralem Element {\displaystyle 1}. Dies ist der wichtigste Halbring überhaupt. Diese Verfahren kann man fortsetzen und kommt so zur Exponentiation {\displaystyle \dots }. Man beachte, dass in der ganzen Konstruktion niemals die natürlichen Zahlen als Kardinalzahlen benutzt wurden. Es sind die reinen Zählzahlen. Aber Zählen nicht im Sinne von die Anzahl einer Menge zählen, sondern einfach im Sinne von die Zahlwörter geordnet aufsagen.